# Ruben Gonzales
Ruben Gonzales (* 11. September 1985 in Terre Haute, Indiana, Vereinigte Staaten) ist ein philippinisch-US-amerikanischer Tennisspieler.

## Karriere
Ruben Gonzales spielt hauptsächlich im Doppel auf der ATP Challenger Tour und der ITF Future Tour. Er feierte bislang elf Doppelsiege auf der Future Tour. Auf der Challenger Tour gewann er bislang sieben Titel im Doppel. Zum 29. Juli 2013 durchbrach er erstmals die Top 200 der Weltrangliste im Doppel und seine höchste Platzierung ist der 123. Rang ab dem 22. August 2022.
Ruben Gonzales spielt seit 2010 für die philippinische Davis-Cup-Mannschaft. Für diese trat er in zehn Begegnungen an, wobei er im Einzel eine Bilanz von 6:3 und im Doppel eine von 4:3 aufzuweisen hat.
Bei den Südostasienspielen gewann er 2021 mit Treat Huey und 2023 mit Francis Alcantara jeweils die Goldmedaille im Herrendoppel.

## Erfolge
| Legende (Anzahl der Siege)  |
| Grand Slam                  |
| ATP World Tour Finals       |
| ATP World Tour Masters 1000 |
| ATP World Tour 500          |
| ATP World Tour 250          |
| ATP Challenger Tour (8)     |

### Doppel

#### Turniersiege
| Nr. | Datum              | Turnier       | Belag     | Partner            | Finalgegner                                  | Ergebnis            |
| --- | ------------------ | ------------- | --------- | ------------------ | -------------------------------------------- | ------------------- |
| 1.  | 26. Juli 2014      | Tampere       | Sand      | Sean Thornley      | Elias Ymer Anton Saizew                      | 6:75, 7:610, [10:8] |
| 2.  | 20. Februar 2015   | Morelos       | Hartplatz | Darren Walsh       | Emilio Gómez Roberto Maytín                  | 4:6, 6:3, [12:10]   |
| 3.  | 22. Juli 2018      | Scheveningen  | Sand      | Nathaniel Lammons  | Luis David Martínez Gonçalo Oliveira         | 6:3, 6:78, [10:5]   |
| 4.  | 20. Oktober 2019   | Las Vegas     | Hartplatz | Ruan Roelofse      | Nathan Pasha Max Schnur                      | 2:6, 6:3, [10:8]    |
| 5.  | 25. September 2021 | Bukarest      | Sand      | Hunter Johnson     | Maximilian Marterer Lukáš Rosol              | 1:6, 6:2, [10:3]    |
| 6.  | 30. April 2022     | Savannah      | Sand      | Treat Huey         | Wu Tung-lin Zhang Zhizhen                    | 7:63, 6:4           |
| 7.  | 20. August 2022    | Santo Domingo | Sand      | Reese Stalder      | Nicolás Barrientos Miguel Ángel Reyes Varela | 7:65, 6:3           |
| 8.  | 5. November 2022   | Yokohama      | Hartplatz | Victor Vlad Cornea | Tomoya Fujiwara Masamichi Imamura            | 7:5, 6:3            |